# Oust (tổng)
Tổng Oust là một tổng của Pháp nằm ở tỉnh Ariège trong vùng Occitanie.
Tổng này được tổ chức xung quanh Oust ở quận Saint-Girons. Độ cao biến thiên từ 463 m (Soueix-Rogalle) đến 2 865 m (Couflens) với độ cao trung bình là 653 m.

## Hành chính
| Giai đoạn | Ủy viên         | Đảng             | Tư cách                       |
| --------- | --------------- | ---------------- | ----------------------------- |
| 2004-2011 | Julien Souquet  | Đảng xã hội Pháp | Thị trưởng Ercé               |
| 1998-2004 | Julien Souquet  | Đảng xã hội Pháp | Thị trưởng Ercé               |
| 1973-1998 | Roger Barrau    | Đảng xã hội Pháp | ủy viên vùng, thị trưởng Seix |
| 1967-1973 | Alfred Ané      | PS               |                               |
| 1947-1967 | Paul Ané        | Đảng xã hội Pháp | Thị trưởng Seix               |
| 1945-1947 | Auguste Simonin | MLN              | Thị trưởng Seix               |

## Các đơn vị hành chính
Tổng Oust bao gồm 8 xã với dân số 2 752 người (điều tra năm 1999, dân số không tính trùng).
| Xã              | Dân số | Mã bưu chính | Mã insee |
| --------------- | ------ | ------------ | -------- |
| Aulus-les-Bains | 189    | 09140        | 09029    |
| Couflens        | 63     | 09140        | 09100    |
| Ercé            | 532    | 09140        | 09113    |
| Oust            | 515    | 09140        | 09223    |
| Seix            | 697    | 09140        | 09285    |
| Sentenac-d'Oust | 96     | 09140        | 09291    |
| Soueix-Rogalle  | 361    | 09140        | 09299    |
| Ustou           | 299    | 09140        | 09322    |

## Thông tin nhân khẩu
| 1962                                                     | 1968  | 1975  | 1982  | 1990  | 1999  |
| -------------------------------------------------------- | ----- | ----- | ----- | ----- | ----- |
| 3 563                                                    | 3 820 | 4 031 | 3 606 | 2 898 | 2 752 |
| Nombre retenu à partir de 1962 : dân số không tính trùng |       |       |       |       |       |